# École nationale supérieure de mécanique et des microtechniques
Fundada en 1902, l’École nationale supérieure de mécanique et des microtechniques, també anomenada ENSMM, és una Grande école d'enginyeria de França. Està situada a Besançon, França. L'escola està especialitzada en rellotgeria i microtecnologia.
L’École nationale supérieure de mécanique et des microtechniques és un establiment públic d'ensenyament superior i recerca tècnica.
L'Escola lliura 
- el diploma d'enginyer de ENSMM (Màster Ingénieur ENSMM)
- el diploma Màster recerca i de doctorat

## Laboratoris d'investigació
- Sistemes automàtics i micro-mecatrònics
- Temps-freqüència
- Mecànica aplicada
- Micro-nanociències i sistemes